# The Baddest Female
The Baddest Female (en español la mujer más mala) es una canción de la cantante surcoreana CL, integrante de 2NE1. Fue lanzado como sencillo digital el 28 de mayo de 2013. El video musical de la canción fue subido a Youtube el mismo día consiguiendo más de un millón de reproducciones en menos de 24 horas. 
Musicalmente, "The Baddest Female" es una canción de hip hop donde se han incorporado elementos del dubstep y electro. El sencillo logró posicionarse en la primera ubicación de varias listas musicales de Corea del Sur como MelOn y Mnet.

## Letras, producción y composición
Fue compuesto y escrito por CL y Teddy, y producido por Teddy.
- Datos: Q15410692